# Zakon o umetni inteligenci
Zakon o umetni inteligenci (AI Act) je predlagana uredba Evropske unije. Predlagala ga je Evropska komisija 21. aprila 2021 in je namenjen uvedbi skupnega regulativnega in pravnega okvira za umetno inteligenco. Njegovo področje uporabe zajema vse sektorje (razen vojaškega) in vse vrste umetne inteligence. Zakon je opredeljen kot regulacija izdelkov in kot tak ne bo zadeval pravic posameznikov. Regulacija bo usmerjena v ponudnike sistemov umetne inteligence in subjekte, ki te sisteme uporabljajo v poklicni vlogi.
Namen predlaganega zakona EU o umetni inteligenci je razvrstiti in urediti različne načine uporabe umetne inteligence glede na tveganje, da povzročijo škodo. Razvrščene so v tri osnovne kategorije: prepovedane prakse, sistemi z visokim tveganjem in drugi sistemi umetne inteligence.
Med prepovedane prakse spadajo:
- uporaba umetne inteligenco za povzročanje subliminalne manipulacije;
- uporaba umetne inteligence za izkoriščanje človeških ranljivosti;
- prakse, ki lahko povzročijo fizično ali psihično škodo;
- prakse, ki nediskriminatorno uporabljajo daljinske biometrične identifikacije v realnem času v javnih prostorih za namene kazenskega pregona ali uporaba 'družbenih točk' z uporabo umetne inteligence, za nepravično obravnavo posameznikov in skupin

Prakso v zadnji alineji zakon v celoti prepoveduje, medtem ko je za prve tri predlagan odobritveni režim v okviru kazenskega pregona. 
Sistemi z visokim tveganjem so po Zakonu o umetni inteligenci tisti, ki resno ogrožajo zdravje, varnost ali temeljne človeške pravice. Zahtevajo obvezno presojo skladnosti, ki jo kot samoocenjevanje izvede ponudnik produkta, pred izdajo na trg. Posebej kritične aplikacije, kot so tiste za medicinske pripomočke, zahtevajo, da priglasitveni organ, ki izvaja ocenjevanje v skladu z obstoječimi predpisi EU, kot je uredba o medicinskih pripomočkih, pregleda ponudnikovo samooceno v skladu z zahtevami zakona o UI.
Sisteme umetne inteligence zunaj zgornjih kategorij ne bodo regulirani. S konceptom maksimalne harmonizacije je državam članicam večinoma preprečena dodatna regulacija. Obstoječe nacionalne zakonodaje v zvezi z zasnovo ali uporabo takih sistemov bodo razveljavljene. Predviden pa je prostovoljni kodeks ravnanja, vendar ne bo implementiran od samega začetka.
Zakon predlaga tudi uvedbo Evropskega odbora za umetno inteligenco, ki bo spodbujal mednacionalno sodelovanje in zagotavljal skladnost z uredbo.
Tako kot Splošna uredba Evropske unije o varstvu podatkov bi lahko tudi zakon o UI postal svetovni standard. Zunaj Evrope že ima vpliv; septembra 2021 je brazilski kongres sprejel zakon, ki ustvarja pravni okvir za umetno inteligenco. Evropski svet je 6. decembra 2022 sprejel svoj splošni pristop k Zakonu o umetni inteligenci  Nemčija v spremni izjavi države članice navaja podporo stališče Sveta, vendar še vedno vidi potrebe po nekaterih nadaljnjih izboljšavah . Med ukrepi, ki bodo verjetno predlagani, je, da razvijalci za izdelke, kot je Open AI-jev ChatGPT, izjavijo, ali je bilo za razvoj njihove tehnologije umetne inteligence uporabljeno avtorsko zaščiteno gradivo.

## Izvrševanje
Zakon o umetni inteligenci ureja vstop na notranji trg EU. V tem obsegu uporablja Nov zakonodajni okvir, ki sega v Nov pristop iz leta 1985. To deluje takole: zakonodajalec EU ustvari Zakon o umetni inteligenci, ki vsebuje najpomembnejše določbe, katere bodo morali upoštevati vsi sistemi umetne inteligence, ki želijo dostop do notranjega trga EU. Te zahteve se imenujejo "bistvene zahteve". V skladu z Novim zakonodajnim okvirom se te bistvene zahteve prenesejo na evropske organizacije za standardizacijo, ki bodo pripravile tehnične standarde, ki podrobneje določajo bistvene zahteve.
Zakon od držav članic zahteva, da ustanovijo lastne priglasitvene organe. Za preverjanje, ali so sistemi umetne inteligence res skladni s standardi, kot so določeni v aktu o umetni inteligenci, se izvede ocena skladnosti. To ugotavljanje skladnosti se opravi bodisi s samoocenjevanjem, kar pomeni, da ponudnik sistema umetne inteligence sam preveri skladnost, bodisi z ugotavljanjem skladnosti s strani tretje strani, kar pomeni, da bo priglasitveni organ izvedel ugotavljanje skladnosti. Priglasitveni organi ohranijo možnost izvajanja revizij za preverjanje ustreznosti izvajanja samoocenjevanja. 
V skladu s sedanjim predlogom številni sistemi umetne inteligence z visokim tveganjem ne potrebujejo ocene skladnosti tretje strani, kar je predmet kritike. Te kritike temeljijo na dejstvu, da bi morala sisteme umetne inteligence z visokim tveganjem oceniti neodvisna tretja oseba, da se v celoti zagotovi njihova varnost.